# Куртоазна любов
Куртоазна любов (на френски: amour courtois) е кодексът на поведение за дамите и техните кавалери през Средновековието, свързан с благородство и рицарство. Описанието му е предмет на обширна куртоазна литература, която се корени в поетичната традиция на трубадурите от Аквитания и Прованс в южна Франция към края на XI век. Зародилата се култура на рицарство и обитаването на замъци от благородниците са благоприятни за промяна на отношението към жените и процъфтяване на куртоазните обноски в техните дворове. През Средновековието терминът рядко се използва, но през XIX век навлиза в употреба с трудовете на френския филолог Гастон Пари. В съвременността с понятието „куртоазна любов“ се означава онова разбиране за любовта, настъпило през Средновековието в резултат на революция на мисълта и чувствата, което оказва силно влияние върху западната култура.

## Куртоазна литература
Според Симеон Хаджикосев „куртоазната любов е онази благодатна почва, където пуска корени и разцъфтява рицарският роман и лириката на трубадурите“. Свързаната с куртоазната любов литература включва творби, създавани предимно през 12 и 13 век във Франция и Германия, в които се възпява любовта към „дамата на сърцето“. Те издигат в идеал вярната служба и утвърждават властта на краля и на феодала. Създатели на куртоазната литература във Франция са трубадурите и труверите, а в Германия – минезингерите.
Известни средновековни автори по темата са Джефри Чосър, Джон Гауър, Данте, Мари Френска (Marie de France), Кретиен дьо Троа, Готфрид фон Страсбург и Томас Малори. Средновековните жанрове на куртоазната любов включват лирика, рицарски роман и алегория.